# Call Red
Call Red è una serie televisiva britannica in 7 episodi trasmessi per la prima volta nel corso di una sola stagione nel 1996. È una serie del genere medico incentrata sulle vicende di una squadra di soccorritori in elicottero.

## Trama
L'Air Medical Emergency Service (dipendente dal King Alfred's Hospital) è una squadra di soccorritori in elicottero di cui fanno parte Philip Tulloch, Alyson Butler, Sean Brooks, Sam Kline, Jude Patton, Kelly e i piloti Ross Murray e Clare Waddington. I medici, paramedici ed infermieri del team si trovano coinvolti in diversi casi in cui la tempestività dell'intervento risulta determinante.

## Personaggi e interpreti
- Alyson Butler, interpretata da Allie Byrne.
- Phillip Tulloch, interpretato da Michael Carter.
- Ray Sidley, interpretato da Vincent Regan.
- Andre de Selliers, interpretata da Annie Bruce.
- Burrows, interpretato da Dermot Crowley.
- Sean Brooks, interpretato da Seamus Gubbins.
- Sam Kline, interpretato da Adam Levy.
- Jude Patton, interpretata da Claire Benedict.
- Kelly, interpretata da Maria McAteer.
- Ross Murray, interpretato da Ken Drury.
- Clare Waddington, interpretata da Kelle Spry.
- Gary Moulton, interpretato da Morgan Jones.
- Terry Dukes, interpretato da Charlie Caine.

## Produzione
La serie, ideata da JC Wilsher, fu prodotta da Film and General Productions, Pearson Television International e Thames Television. Le musiche furono composte da Francis Haines e Stephen W. Parsons. Gli autori della serie si sono basati sulle esperienze del London Helicopter Emergency Medical Service, una squadra parte dell'ospedale di Whitechapel.

### Registi
Tra i registi sono accreditati:
- Peter Barber-Fleming
- Christopher King
- Ian Knox

### Sceneggiatori
Tra gli sceneggiatori sono accreditati:
- Peter Jukes
- Brian McGill
- Alan Whiting

## Distribuzione
La serie fu trasmessa nel Regno Unito dall'8 gennaio 1996 al 19 febbraio 1996 sulla rete televisiva Independent Television. In Italia è stata trasmessa su Rete 4 con il titolo Call Red.

## Episodi
| Stagione       | Episodi | Prima TV Regno Unito | Prima TV Italia |
| -------------- | ------- | -------------------- | --------------- |
| Prima stagione | 7       | 1996                 | 1997            |